# Cantonul Sancoins
Cantonul Sancoins este un canton din arondismentul Saint-Amand-Montrond, departamentul Cher, regiunea Centru, Franța.

## Comune
| Comune                  | Populație (1999) | Cod poștal | Cod INSEE |
| ----------------------- | ---------------- | ---------- | --------- |
| Augy-sur-Aubois         | 294              | 18600      | 18017     |
| Chaumont                | 49               | 18350      | 18060     |
| Givardon                | 291              | 18600      | 18102     |
| Grossouvre              | 238              | 18600      | 18106     |
| Mornay-sur-Allier       | 440              | 18600      | 18155     |
| Neuilly-en-Dun          | 258              | 18600      | 18161     |
| Neuvy-le-Barrois        | 153              | 18600      | 18164     |
| Sagonne                 | 221              | 18600      | 18195     |
| Saint-Aignan-des-Noyers | 79               | 18600      | 18196     |
| Sancoins                | 3 562            | 18600      | 18242     |
| Vereaux                 | 159              | 18600      | 18275     |